# 圣皮埃尔和密克隆行政区划

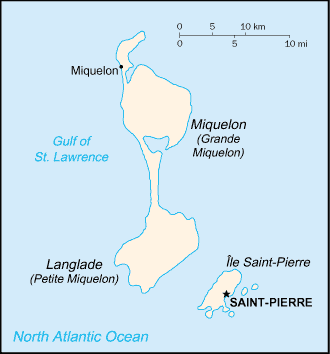

圣皮埃尔和密克隆是法国的海外属地，具有接近省的地位，有一个省委员会。圣皮埃尔和密克隆分为2个市镇。
- 密克隆-朗格拉德，面积205平方公里（79平方英里），人口616（2006）。
- 圣皮埃尔，面积25平方公里（9.7平方英里），人口5,509（2006）。